# ジュゼッペ・ピッチョーニ
ジュゼッペ・ピッチョーニ（Giuseppe Piccioni, 1953年7月2日 - ）は、イタリアの映画監督、脚本家である。

## 来歴
1987年以来監督活動を続けており、2004年の『映画のようには愛せない』は第27回モスクワ国際映画祭で上映された。

## 主なフィルモグラフィ
- 青春の形見 Il grande Blek (1987) 監督・脚本
- Chiedi la luna (1991) 監督・脚本
- Condannato a nozze (1993) 監督・脚本
- Cuori al verde (1996) 監督・脚本
- もうひとつの世界 Fuori dal mondo (1999) 監督・脚本・原案
- ぼくの瞳の光 Luce dei miei occhi (2001) 監督・脚本・原案
- 映画のようには愛せない La vita che vorrei (2004) 監督・脚本
- ジュリアは夕べに出かけない Giulia non esce la sera (2009) 監督・脚本
- ローマの教室で 〜我らの佳き日々〜 Il rosso e il blu (2012) 監督・脚本
- Questi giorni (2016) 監督・脚本